# Horisont (årsbokserie)
Horisont är en serie facklitterära årsböcker som ges ut på Bertmarks förlag, och utkom första gången 1970. I böckerna, som utkommer årligen, skildras det gångna kalenderåret med blandade ämnen som musik, politik och sport. Skildringen sker ur Sveriges perspektiv, men omfattar hela världen.